# Anthony Taylor (arbitro)
Anthony Taylor (Manchester, 20 ottobre 1978) è un arbitro di calcio inglese.

## Carriera
Il 3 febbraio 2010 esordisce in Premier League, dirigendo Fulham - Portsmouth. Il 1º agosto 2013 dirige il suo primo match da internazionale, in Europa League, Śląsk Wrocław - Club Bruges. Il 19 luglio 2015 è designato per arbitrare la gara conclusiva del Campionato europeo di calcio Under-19 2015 tra Russia e Spagna. Nel 2016 in qualità di arbitro di porta prende parte agli Europei in Francia, nella squadra arbitrale diretta dal connazionale Mark Clattenburg. Il 15 settembre 2020 viene designato per dirigere la finale di Supercoppa UEFA 2020 tra Bayern Monaco e Siviglia. Il 21 aprile 2021 viene selezionato ufficialmente dalla UEFA per gli europei del 2020. L'8 ottobre 2021 viene scelto per dirigere la finale della UEFA Nations League 2020-2021 tra Spagna e Francia., e nello stesso anno arbitra, il 12 novembre, il match di qualificazione al campionato mondiale di calcio 2022 Italia-Svizzera, del Gruppo C, che termina 1-1. Il 9 febbraio 2023 viene designato per dirigere la finale della Coppa del mondo per club FIFA 2022 tra gli spagnoli del Real Madrid e i sauditi dell'Al-Hilal. Il 22 maggio 2023 viene designato per dirigere la finale di Europa League tra Siviglia e Roma, nella quale fu oggetto di contestazioni da parte della tifoseria giallorossa e dell'allora tecnico Mourinho per non aver concesso un rigore alla squadra italiana e per la cattiva gestione dei cartellini durante il match.
Il 23 aprile 2024 la UEFA lo ha convocato per il campionato d'Europa 2024 in Germania, insieme al collega Michael Oliver, agli assistenti Stuart Burt, Dan Cook, Gary Beswick e Adam Nunn, ed ai VAR Stuart Attwell e David Coote. Durante l'europeo, dirige tre partite, Paesi Bassi-Francia 0-0 del gruppo D, Belgio-Ucraina 0-0 del gruppo E, e il Quarto di Finale Germania-Spagna, terminato ai supplementari con la vittoria delle furie rosse per 2-1, ove non mancano le polemiche, in particolare da parte dei tedeschi che protestano vivacemente nel post-partita per un rigore non concesso durante i tempi supplementari. Successivamente il Comitato arbitrale della UEFA confermò il fallo da rigore e di conseguenza l'errore del fischietto inglese.
Il 14 aprile 2025 la Commissione Arbitri della FIFA lo inserisce nell'elenco degli arbitri designati per la Coppa del mondo per club FIFA 2025, nella quale dirigerà tre partite fra cui, Palmeiras-Al-Ahly 2-0 del Gruppo A, M.Sundowns-Fluminense 0-0 del Gruppo F, e il Quarto di Finale Paris Saint-Germain-Bayern Monaco 2-0, match caratterizzato da alcune decisioni arbitrali alquanto discutibili.